# Veuve à collier d'or
Vidua orientalis
Espèce
Statut de conservation UICN

 LC  : Préoccupation mineure
La Veuve à collier d'or (Vidua orientalis) est une espèce de passereaux de la famille des Viduidae.

## Répartition et sous-espèces
Selon la classification de référence du Congrès ornithologique international (15.1, 2025) il se répartit en deux sous-espèces :
- V. o. aucupum (Neumann, 1908) — de la Sénégambie au nord du Nigeria ;
- V. o. orientalis Heuglin, 1870 — du nord du Cameroun à l'Érythrée.